# Smile Like You Mean It
«Smile Like You Mean it» (en español: «Sonríe como si fuera tu intención») es una canción de la banda estadounidense de rock The Killers, escrita por Brandon Flowers y Mark Stoermer, vocalista y bajista de la banda respectivamente, y producida por los miembros de la banda junto a Jeff Saltzman y Saltz para su primer álbum de estudio llamado Hot Fuss de 2004. La canción fue lanzada como el cuarto y último sencillo comercial del álbum en mayo de 2005, obteniendo un éxito modesto en la mayoría de las listas musicales, aunque en el Reino Unido alcanzó la posición 11.

## Información general
"Smile Like You Mean it" se convirtió en el cuarto sencillo de la banda lanzado en mayo de 2005. La canción contiene un estilo influenciado principalmente por el rock indie. La letra de la canción trata sobre el paso del tiempo, de cómo nos podemos equivocar y cómo el tiempo no se detendrá solo por eso, aunque otra interpretación podría ser una relación vacía y sin futuro. La música tiene un estilo un poco alejado del resto del álbum, en esta canción se usan un poco más los efectos electrónicos sin dejar de lado el sonido de la guitarra, el bajo y la batería. Para la publicación del sencillo se escogieron como lados B las canciones "Get Trashed" y "Ruby, Don't Take Your Love To Town. Además se hicieron algunos remixes de la canción para la publicación del maxisencillo.
EL sencillo es considerada una obra de arte por parte de la crítica americana pero no fue tan popular en Europa.
En cuanto a popularidad, el sencillo alcanzó la cima al convertirse en uno de los éxitos más escuchados en países de habla española como Panamá donde logró el puesto n.º 1, se mostró muy modesto alcanzando posiciones altas sólo en Reino Unido donde llegó al lugar número 11 y en Estados Unidos donde se colocó en el lugar 15 de la lista Modern Rock Tracks del Billboard. En Australia la canción llegó a la posición 47 y en otros países la canción no entró en las listas musicales de popularidad. La canción fue incluida en la segunda banda sonora de la serie de televisión The O.C. en 2004..

## Vídeo musical
El vídeo musical para el sencillo trata de recrear un aspecto visual de la canción, muestra una casa que va cambiando de habitantes conforme pasa el tiempo. Los miembros de la banda aparecen como una especie de espectros o fantasmas que recorren la casa que cambia constantemente, el video da a entender que ellos vivían antes ahí. Al final aparecen varios recuerdos sobre la casa que después desaparecen, y la casa queda solo como al principio.
Este vídeo muestra que el verdadero significado de la canción es recordar los viejos tiempos, aunque otros piensan que habla sobre el suicidio o un recuerdo después de morir.

## Listas de popularidad
| Listas de popularidad 2004 |                              |          |
| País                       | Lista                        | Posición |
| Australia                  | ARIA Top 50 Singles Chart    | 47       |
| Estados Unidos             | Billboard Modern Rock Tracks | 15       |
| Irlanda                    | IRMA Singles Chart Top 50    | 20       |
| Reino Unido                | UK Singles Chart             | 11       |

## Formatos
A continuación se enlistan algunos de los formatos publicados más comunes del sencillo.
- Reino Unido 7" Single Rosa translucido:

1. «Smile Like You Mean It»
2. «Ruby, Don't Take Your Love To Town» (Zane Lowe Radio 1 Session)

- Reino Unido CD Single:

1. «Smile Like You Mean It»
2. «Get Trashed»

- Reino Unido 12" Single:

1. «Smile Like You Mean It» (Ruff & Jam Eastside Mix)
2. «Mr Brightside» (Jacques Lu Cont's Thin White Duke Dub Mix)

- Reino Unido Single Digital:

1. «Smile Like You Mean It» (Fischerspooner Remix)
2. «Smile Like You Mean It» (Zip Remix)

- Australia CD Single:

1. «Smile Like You Mean It»
2. «Change Your Mind»
3. «Mr Brightside» (The Lindbergh Palace Radio Remix)